# Košarkaška reprezentacija ZND-a
Košarkaška reprezentacija Zajednice Neovisnih Država se okupila samo za jednu prigodu, za Olimpijske igre 1992. u Barceloni.
Izgubili su u utakmicama u poluzavršnici od Hrvatske i u borbi za brončano odličje od Litve.

## Postava na OI 1992.
Rezultati na OI 1992.:

Najviše postignutih pogodaka za reprezentaciju: